# Antsalova pauliani
Antsalova pauliani is een vlinder uit de familie tandvlinders (Notodontidae). De wetenschappelijke naam van deze soort is voor het eerst geldig gepubliceerd in 1969 door Sergius Kiriakoff.
De soort komt voor in tropisch Afrika.